# Campionati del mondo di snowboard 2013 - Snowboard cross maschile
La gara di snowboard cross maschile ai campionati del mondo di snowboard 2013 si è svolta a Stoneham il 24 e il 26 gennaio 2013, con la partecipazione di 63 atleti da 30 nazioni.

## Risultati

### Qualificazione
I primi 24 classificati al termine della run 1 si sono qualificati direttamente alla fase finale. Gli altri atleti hanno partecipato alla run 2: sono passati alla fase finale i primi 24 classificati, considerando il miglior tempo di run.
| Pos. | Bib | Nome                 | Nazione       | Run 1   | Run 2   | Distacco | Note |
| ---- | --- | -------------------- | ------------- | ------- | ------- | -------- | ---- |
| 1    | 64  | Alex Pullin          | Australia     | 1'02"15 |         |          | Q    |
| 2    | 55  | Markus Schairer      | Austria       | 1'02"16 |         | +0"01    | Q    |
| 3    | 53  | Lluís Marin Tarroch  | Andorra       | 1'02"36 |         | +0"21    | Q    |
| 4    | 59  | Christopher Robanske | Canada        | 1'02"41 |         | +0"26    | Q    |
| 5    | 63  | Nick Baumgartner     | Stati Uniti   | 1'02"61 |         | +0"46    | Q    |
| 6    | 69  | Robert Fagan         | Canada        | 1'03"25 |         | +1"10    | Q    |
| 7    | 71  | Kevin Hill           | Canada        | 1'03"48 |         | +1"33    | Q    |
| 8    | 57  | Stian Sivertzen      | Norvegia      | 1'03"53 |         | +1"38    | Q    |
| 9    | 54  | Nikolaj Oljunin      | Russia        | 1'03"57 |         | +1"42    | Q    |
| 10   | 66  | Luca Matteotti       | Italia        | 1'03"87 |         | +1"72    | Q    |
| 11   | 72  | Anton Lindfors       | Finlandia     | 1'03"90 |         | +1"75    | Q    |
| 12   | 50  | Emanuel Perathoner   | Italia        | 1'04"01 |         | +1"86    | Q    |
| 13   | 70  | Cameron Bolton       | Australia     | 1'04"14 |         | +1"99    | Q    |
| 13   | 60  | Seth Wescott         | Stati Uniti   | 1'04"14 |         | +1"99    | Q    |
| 15   | 49  | Omar Visintin        | Italia        | 1'04"31 |         | +2"16    | Q    |
| 16   | 67  | Lucas Eguibar        | Spagna        | 1'04"45 |         | +2"30    | Q    |
| 17   | 62  | Andrej Boldykov      | Russia        | 1'04"54 |         | +2"39    | Q    |
| 18   | 58  | Jonathan Cheever     | Stati Uniti   | 1'04"73 |         | +2"58    | Q    |
| 19   | 68  | Alessandro Hämmerle  | Austria       | 1'04"75 |         | +2"60    | Q    |
| 20   | 77  | Jarryd Hughes        | Australia     | 1'04"83 |         | +2"68    | Q    |
| 21   | 51  | Konstantin Schad     | Germania      | 1'04"84 |         | +2"69    | Q    |
| 22   | 73  | Tommaso Leoni        | Italia        | 1'04"90 |         | +2"75    | Q    |
| 23   | 56  | Pierre Vaultier      | Francia       | 1'05"11 |         | +2"96    | Q    |
| 24   | 84  | Jake Holden          | Canada        | 1'05"14 |         | +2"99    | Q    |
| 25   | 104 | Christian Ruud Myhre | Norvegia      | 1'13"28 | 1'05"12 | +2"97    | q    |
| 26   | 52  | Tony Ramoin          | Francia       | 1'05"21 | 1'07"16 | +3"06    | q    |
| 27   | 85  | Michal Novotný       | Rep. Ceca     | 1'05"27 | 1'07"90 | +3"12    | q    |
| 28   | 83  | Cleve Johnson        | Paesi Bassi   | 1'05"62 | 1'06"43 | +3"47    | q    |
| 29   | 61  | Mateusz Ligocki      | Polonia       | 1'05"62 | DSQ     | +3"47    | q    |
| 30   | 65  | Hagen Kearney        | Stati Uniti   | 1'05"66 | 1'06"46 | +3"51    | q    |
| 31   | 78  | Michael Hämmerle     | Austria       | 1'06"65 | 1'05"91 | +3"76    | q    |
| 32   | 74  | Maciej Jodko         | Polonia       | 1'06"28 | 1'07"82 | +4"13    | q    |
| 33   | 76  | Tim Watter           | Svizzera      | 1'06"35 | 1'09"88 | +4"20    | q    |
| 34   | 91  | Emil Novák           | Rep. Ceca     | 1'06"51 | 1'07"70 | +4"36    | q    |
| 35   | 82  | Paul-Henri de Le Rue | Francia       | 1'06"73 | 1'09"11 | +4"58    | q    |
| 36   | 89  | Shinya Momono        | Giappone      | 1'06"84 | DSQ     | +4"69    | q    |
| 37   | 96  | Thomas Bankes        | Gran Bretagna | 1'09"35 | 1'06"89 | +4"74    | q    |
| 38   | 86  | Jussi Taka           | Finlandia     | 1'06"90 | 1'10"44 | +4"75    | q    |
| 39   | 80  | Rok Rogelj           | Slovenia      | 1'07"17 | 1'07"00 | +4"85    | q    |
| 40   | 81  | David Bakes          | Rep. Ceca     | 1'07"03 | 1'09"02 | +4"88    | q    |
| 41   | 87  | Daniil Dilman        | Russia        | 1'07"31 | 1'11"02 | +5"16    | q    |
| 42   | 98  | Folger Forsen        | Svezia        | 1'10"90 | 1'07"71 | +5"56    | q    |
| 43   | 88  | Regino Hernández     | Spagna        | 1'07"74 | 1'08"77 | +5"59    | q    |
| 44   | 95  | Steven Williams      | Argentina     | 1'08"88 | 1'07"74 | +5"59    | q    |
| 45   | 97  | Simon White          | Argentina     | DSQ     | 1'07"89 | +5"74    | q    |
| 46   | 79  | Anton Koprivica      | Russia        | 1'07"94 | 1'11"21 | +5"79    | q    |
| 47   | 90  | Marvin James         | Svizzera      | 1'11"38 | 1'08"29 | +6"14    | q    |
| 48   | 93  | Laro Herrero         | Spagna        | 1'08"56 | 1'11"51 | +6"41    | q    |
| 49   | 75  | Andy Fischer         | Australia     | 1'09"12 | 1'12"30 | +6"97    |      |
| 50   | 92  | Alexis Tsokos        | Grecia        | 1'09"49 | 1'09"99 | +7"34    |      |
| 51   | 100 | Franco Ruffini       | Argentina     | 1'10"26 | DNF     | +8"11    |      |
| 52   | 106 | Myles McNeany        | Gran Bretagna | 1'10"59 | 1'22"38 | +8"44    |      |
| 53   | 105 | Kequyen Lam          | Portogallo    | 1'10"64 | 1'17"69 | +8"49    |      |
| 54   | 94  | Cody Logan           | Nuova Zelanda | 1'10"84 | 1'12"26 | +8"69    |      |
| 55   | 102 | Jakub Flejšar        | Rep. Ceca     | DNF     | 1'12"16 | +10"01   |      |
| 56   | 101 | Ivar Kruusenberg     | Estonia       | DSQ     | 1'15"11 | +13"96   |      |
| 57   | 99  | Kinda Geza           | Romania       | 1'16"61 | 1'36"26 | +15"46   |      |
| 58   | 108 | Richard Rákoczy      | Slovacchia    | 1'20"84 | 1'19"92 | +18"77   |      |
| 59   | 103 | Woo Jin-Yong         | Corea del Sud | DNF     | 1'26"82 | +25"67   |      |
| 60   | 110 | Yannis Roy           | Haiti         | 1'56"81 | 1'53"50 | +52"35   |      |
|      | 109 | Tadas Malinauskas    | Lituania      | DNF     | DNS     |          |      |
|      | 107 | Andrei Şubran        | Romania       | DNS     | DNS     |          |      |
|      | 111 | Anastassios Zarkadas | Grecia        | DNS     | DNS     |          |      |

### Ottavi di finale

#### Batteria 1
| Pos. | Nome            | Nazione   | Note |
| ---- | --------------- | --------- | ---- |
| 1    | Alex Pullin     | Australia | Q    |
| 2    | Lucas Eguibar   | Spagna    | Q    |
| 3    | Andrej Boldykov | Russia    | Q    |
| 4    | Maciej Jodko    | Polonia   |      |
| 5    | Tim Watter      | Svizzera  |      |
| 6    | Laro Herrero    | Spagna    |      |

#### Batteria 2
| Pos. | Nome                 | Nazione   | Note |
| ---- | -------------------- | --------- | ---- |
| 1    | Nikolaj Oljunin      | Russia    | Q    |
| 2    | Stian Sivertzen      | Norvegia  | Q    |
| 3    | Jake Holden          | Canada    | Q    |
| 4    | David Bakes          | Rep. Ceca |      |
| 5    | Christian Ruud Myhre | Norvegia  |      |
| 6    | Daniil Dilman        | Russia    |      |

#### Batteria 3
| Pos. | Nome               | Nazione       | Note |
| ---- | ------------------ | ------------- | ---- |
| 1    | Nick Baumgartner   | Stati Uniti   | Q    |
| 2    | Emanuel Perathoner | Italia        | Q    |
| 3    | Cleve Johnson      | Paesi Bassi   | Q    |
| 4    | Konstantin Schad   | Germania      |      |
| 5    | Steven Williams    | Argentina     |      |
| 6    | Thomas Bankes      | Gran Bretagna |      |

#### Batteria 4
| Pos. | Nome                 | Nazione   | Note |
| ---- | -------------------- | --------- | ---- |
| 1    | Christopher Robanske | Canada    | Q    |
| 2    | Jarryd Hughes        | Australia | Q    |
| 3    | Mateusz Ligocki      | Polonia   | Q    |
| 4    | Shinya Momono        | Giappone  |      |
| 5    | Simon White          | Argentina |      |
| 6    | Cameron Bolton       | Australia |      |

#### Batteria 5
| Pos. | Nome                 | Nazione     | Note |
| ---- | -------------------- | ----------- | ---- |
| 1    | Lluís Marin Tarroch  | Andorra     | Q    |
| 2    | Alessandro Hämmerle  | Austria     | Q    |
| 3    | Hagen Kearney        | Stati Uniti | Q    |
| 4    | Seth Wescott         | Stati Uniti |      |
| 5    | Paul-Henri de Le Rue | Francia     |      |
| 6    | Anton Koprivica      | Russia      |      |

#### Batteria 6
| Pos. | Nome             | Nazione   | Note |
| ---- | ---------------- | --------- | ---- |
| 1    | Robert Fagan     | Canada    | Q    |
| 2    | Anton Lindfors   | Finlandia | Q    |
| 3    | Tommaso Leoni    | Italia    | Q    |
| 4    | Jussi Taka       | Finlandia |      |
| 5    | Regino Hernández | Spagna    |      |
| 6    | Michal Novotný   | Rep. Ceca |      |

#### Batteria 7
| Pos. | Nome            | Nazione  | Note |
| ---- | --------------- | -------- | ---- |
| 1    | Pierre Vaultier | Francia  | Q    |
| 2    | Luca Matteotti  | Italia   | Q    |
| 3    | Tony Ramoin     | Francia  | Q    |
| 4    | Folger Forsen   | Svezia   |      |
| 5    | Kevin Hill      | Canada   |      |
| 6    | Rok Rogelj      | Slovenia |      |

#### Batteria 8
| Pos. | Nome             | Nazione     | Note |
| ---- | ---------------- | ----------- | ---- |
| 1    | Markus Schairer  | Austria     | Q    |
| 2    | Omar Visintin    | Italia      | Q    |
| 3    | Emil Novák       | Rep. Ceca   | Q    |
| 4    | Michael Hämmerle | Austria     |      |
| 5    | Jonathan Cheever | Stati Uniti |      |
| 6    | Marvin James     | Svizzera    |      |

### Quarti di finale

#### Batteria 1
| Pos. | Nome            | Nazione   | Note |
| ---- | --------------- | --------- | ---- |
| 1    | Alex Pullin     | Australia | Q    |
| 2    | Stian Sivertzen | Norvegia  | Q    |
| 3    | Andrej Boldykov | Russia    | Q    |
| 4    | Lucas Eguibar   | Spagna    |      |
| 5    | Nikolaj Oljunin | Russia    |      |
| 6    | Jake Holden     | Canada    |      |

#### Batteria 2
| Pos. | Nome                 | Nazione     | Note |
| ---- | -------------------- | ----------- | ---- |
| 1    | Christopher Robanske | Canada      | Q    |
| 2    | Nick Baumgartner     | Stati Uniti | Q    |
| 3    | Jarryd Hughes        | Australia   | Q    |
| 4    | Mateusz Ligocki      | Polonia     |      |
| 5    | Emanuel Perathoner   | Italia      |      |
| 6    | Cleve Johnson        | Paesi Bassi |      |

#### Batteria 3
| Pos. | Nome                | Nazione     | Note |
| ---- | ------------------- | ----------- | ---- |
| 1    | Alessandro Hämmerle | Austria     | Q    |
| 2    | Robert Fagan        | Canada      | Q    |
| 3    | Anton Lindfors      | Finlandia   | Q    |
| 4    | Tommaso Leoni       | Italia      |      |
| 5    | Hagen Kearney       | Stati Uniti |      |
| 6    | Lluís Marin Tarroch | Andorra     |      |

#### Batteria 4
| Pos. | Nome            | Nazione   | Note |
| ---- | --------------- | --------- | ---- |
| 1    | Markus Schairer | Austria   | Q    |
| 2    | Pierre Vaultier | Francia   | Q    |
| 3    | Tony Ramoin     | Francia   | Q    |
| 4    | Emil Novák      | Rep. Ceca |      |
| 5    | Luca Matteotti  | Italia    |      |
| 6    | Omar Visintin   | Italia    |      |

### Semifinali

#### Batteria 1
| Pos. | Nome                 | Nazione     | Note |
| ---- | -------------------- | ----------- | ---- |
| 1    | Alex Pullin          | Australia   | Q    |
| 2    | Stian Sivertzen      | Norvegia    | Q    |
| 3    | Andrej Boldykov      | Russia      | Q    |
| 4    | Jarryd Hughes        | Australia   |      |
| 5    | Christopher Robanske | Canada      |      |
| 6    | Nick Baumgartner     | Stati Uniti |      |

#### Batteria 2
| Pos. | Nome                | Nazione   | Note |
| ---- | ------------------- | --------- | ---- |
| 1    | Markus Schairer     | Austria   | Q    |
| 2    | Pierre Vaultier     | Francia   | Q    |
| 3    | Alessandro Hämmerle | Austria   | Q    |
| 4    | Tony Ramoin         | Francia   |      |
| 5    | Anton Lindfors      | Finlandia |      |
| 6    | Robert Fagan        | Canada    |      |

### Finali

#### Small final
| Pos. | Nome                 | Nazione     |
| ---- | -------------------- | ----------- |
| 1    | Nick Baumgartner     | Stati Uniti |
| 2    | Robert Fagan         | Canada      |
| 3    | Tony Ramoin          | Francia     |
| 4    | Anton Lindfors       | Finlandia   |
| 5    | Jarryd Hughes        | Australia   |
| 6    | Christopher Robanske | Canada      |

#### Big final
| Pos.    | Nome                | Nazione   |
| ------- | ------------------- | --------- |
| Oro     | Alex Pullin         | Australia |
| Argento | Markus Schairer     | Austria   |
| Bronzo  | Stian Sivertzen     | Norvegia  |
| 4       | Pierre Vaultier     | Francia   |
| 5       | Andrej Boldykov     | Russia    |
| 6       | Alessandro Hämmerle | Austria   |